# Pterodroma pycrofti
A Grazina de Pycroft ou freira-de-pycroft (Pterodroma pycrofti) é uma espécie de ave marinha da família Procellariidae.
Pode ser encontrada nos seguintes países: Japão, Nova Zelândia, Norfolk Island, Estados Unidos da América, Ilhas Menores Distantes dos Estados Unidos e Wallis e Futuna Islands.
Os seus habitats naturais são: florestas temperadas, matagal de clima temperado e mar aberto.